# Xerox Alto
De Xerox Alto is een computersysteem dat in de jaren zeventig ontwikkeld werd door Xerox PARC. Het wordt algemeen beschouwd als een van de eerste werkstations en was een pionier in vele aspecten van het moderne computergebruik. De Alto beschikte over een grafische gebruikersinterface (GUI), een muis, Ethernet-netwerkconnectiviteit, bitmapweergave en de mogelijkheid om meerdere applicaties tegelijkertijd uit te voeren. Het is een van de eerste computers die een Wysiwyg-teksteditor had. Commercieel was de Alto geen succes, maar hij had wel een grote invloed op de ontwikkeling van daaropvolgende computersystemen.
De Alto is ontworpen voor een besturingssysteem gebaseerd op een GUI, later met behulp van de bureaumetafoor. De eerste machines werden in een beperkte oplage geïntroduceerd op 1 maart 1973, tien jaar voordat de concepten van Xerox Apple inspireerden om de eerste GUI-computers voor het grote publiek uit te brengen. De Alto had een voor die tijd relatief kleine behuizing en maakte gebruik van een op maat gemaakte processor (CPU) die opgebouwd was uit meerdere geïntegreerde SSI- en MSI-circuits. Elke machine kostte tienduizenden dollars. Aanvankelijk werden er maar weinig gebouwd, maar tegen het einde van de jaren zeventig waren er ongeveer 1000 in gebruik bij verschillende Xerox-laboratoria en nog eens 500 bij verschillende universiteiten. De totale productie bedroeg ongeveer 2000 systemen.
De Alto werd een begrip in Silicon Valley en de GUI werd steeds meer gezien als de toekomst van het computergebruik. In 1979 regelde Steve Jobs een bezoek aan Xerox PARC waar Apple Computer-personeel demonstraties kreeg van Xerox-technologie. Xerox kreeg in ruil de mogelijkheid om aandelenopties in Apple te kopen. Na deze bezoeken gebruikten de Apple-ingenieurs de Alto-concepten bij de ontwikkeling van de Lisa- en Macintosh-systemen.
In 1981 bracht Xerox de Star-serie op de markt, een lijn van kantoorcomputers gebaseerd op concepten van de Alto. De kostprijs van een compleet kantoorsysteem inclusief meerdere werkstations, opslag en een laserprinter, kon oplopen tot US$ 100000 (equivalent aan US$ 322000 in 2022). De Star-serie was een relatief commercieel succes, maar kwam te laat. De dure Xerox-werkstations konden niet concurreren met de goedkopere GUI-gebaseerde werkstations die ontstonden in de nasleep van de eerste Macintosh, waardoor Xerox uiteindelijk de werkstationmarkt verliet.